# オリンピック航空
オリンピック航空（ギリシャ語名:Ολυμπιακές Αερογραμμές 英語名:Olympic Air）はギリシャの首都アテネに本社を置く航空会社。

## 沿革
ギリシャの海運王アリストテレス・オナシス（Aristotle Onassis）が1957年にギリシャ国営航空会社T.A.E.を買収して設立。その後1974年にギリシャ政府が再び買収し、国営航空会社であった。2009年9月に民営化し、英語名をOlympic AirlinesからOlympic Airに変更（日本語名では変更なし）。
2010年2月、エーゲ航空との合併に合意したが、この計画は2011年1月に欧州委員会の審査で不認可となった。
その後、2012年10月22日に当社の大株主である Marfin Investment Group が、エーゲ航空への当社売却に合意。2013年10月9日に欧州委員会から売却の承認を得、当社は同年同月23日にエーゲ航空の子会社となった。

## 路線
2018年現在、国際線についてはすべて親会社のエーゲ航空に移管し国内線のみを運航している。

### 国内線
- アテネ国際空港とロードス、テッサロニキを拠点として、ギリシャ国内の37都市に就航している。

### 国際線（過去）
アフリカ
- アレクサンドリア、カイロ、ヨハネスブルグ

アジア
- テルアビブ、クウェート、ベイルート、イスタンブール、ドバイ

ヨーロッパ
- ティラナ、ウィーン、ブリュッセル、ソフィア、ラルナカ、パリ、ベルリン、デュッセルドルフ、シュトゥットガルト、フランクフルト、ミュンヘン、ミラノ （マルペンサ空港、リナーテ空港）、ローマ、アムステルダム、ブカレスト、モスクワ、ベオグラード、バルセロナ、ジュネーヴ、イスタンブール、ロンドン（ヒースロー空港、ガトウィック空港）、マンチェスター

北アメリカ
- トロント、モントリオール、ニューヨーク

日本へは、かつて1990年6月よりバンコク経由で成田まで就航していたが、1994年11月1日を最後に運航休止となった。

## 保有機材

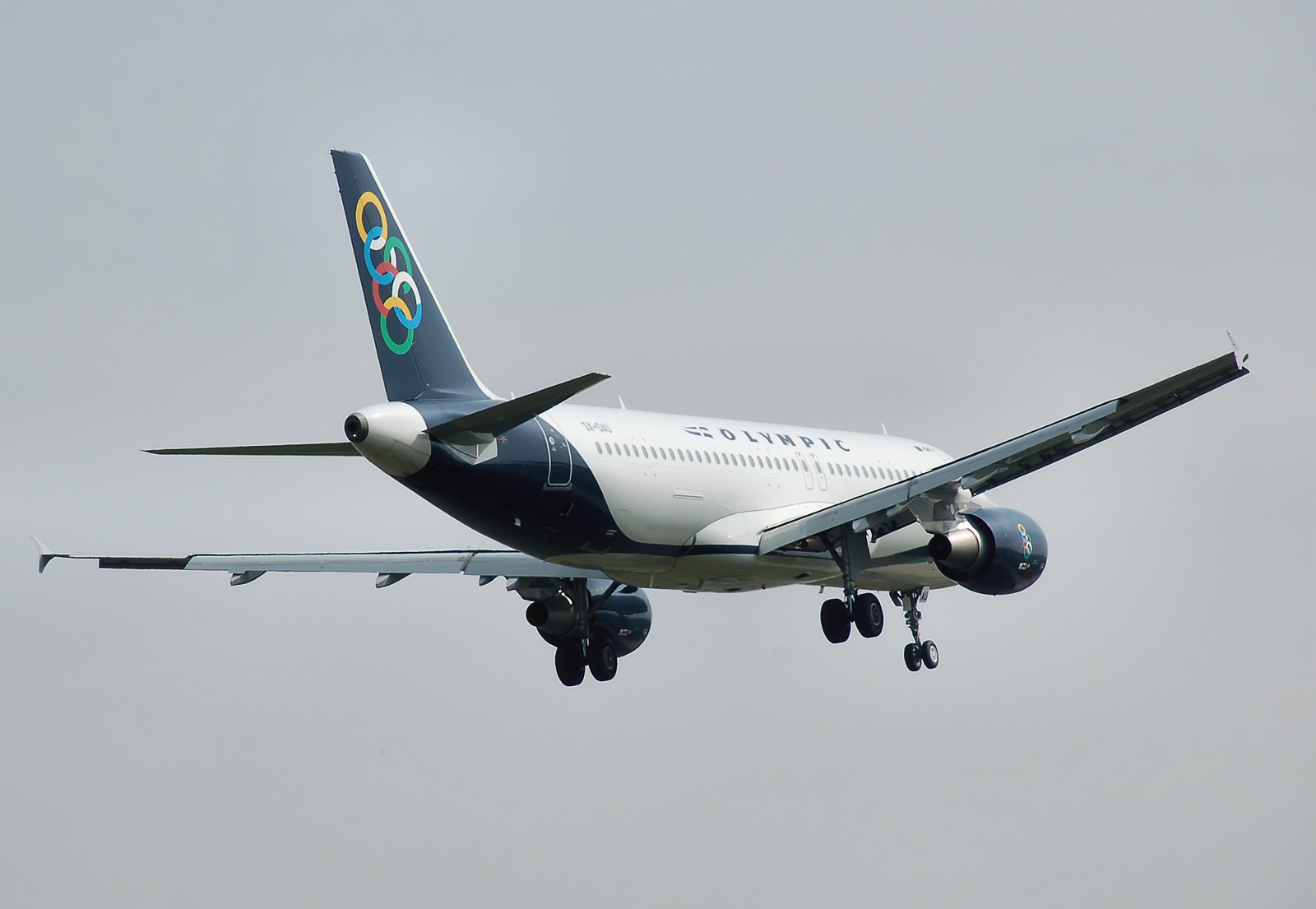
オリンピック航空エアバスA320

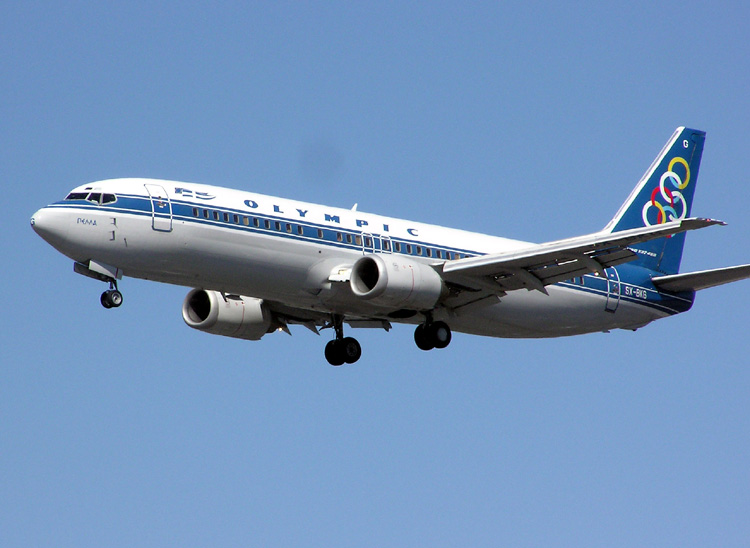
ボーイング737（旧塗装）

### 運航機材
2019年9月現在、オリンピック航空の機材は以下の通りである。
| 機材                    | 運用機数 | 発注機数 | 座席数 | 備考 |
| ----------------------- | -------- | -------- | ------ | ---- |
| ATR42-600               | 2        | -        | 48     |      |
| ボンバルディアDHC-8-100 | 4        | -        | 37     |      |
| ボンバルディアDHC-8-400 | 10       | -        | 78     |      |
| 計                      | 16       | 0        |        |      |

### 退役済機材一覧
- エアバスA320
- エアバスA340
- ATR42-300
- ATR 72-200
- ボーイング737-400

| 機種                                | 計 | 乗客                   | 路線                                         | 寄港した空港                                                                                         | 備考 |
| ----------------------------------- | -- | ---------------------- | -------------------------------------------- | --- | --- |
| ダグラス DC-3                       | 14 | 28                     | 近距離路線 国内線とバルカン                  | SX - BAA / BAC / BAD / BAE / BAG / BAH / BAK / BAL / BAN / BBA / BBC / BBD / BBE / BBF               | O.A.が所有 |
| ダグラス DC-4                       | 2  |                        | 近中距離路線 国内線とヨーロッパ              | SX - DAC / DAG                                                                                       | |
| ダグラス DC-6                       | 13 | 66 (1958), 95 (1967)   | 近中距離路線 国内線とヨーロッパ              | SX - DAD / DAE / DAF / DAH / DAI / DAM / DAP / DAQ / DAR / DAS, F - BGSK / BGTY / BGTZ               | 10機はO.A.が所有 (DAD - DAS), 3機はU.A.T.からリース (BGSK, BGTY, BGTZ) |
| デハビランドコメット 4B             | 6  | 147 (1966), 165 (1968) | 中距離路線 欧州, 中東                        | SX - DAK / DAL / DAN (first G-APZM) / DAO (first G-ARDI), G -ARJL / APMC                             | 2機はBEAからリース (BEA-OLYMPIC) (ARJL, APMC), 4機はO.A.が所有 (DAK, DAL, DAN, DAO) |
| ボーイング 707-320                  | 8  | 147 (1966), 165 (1968) | 長距離 北米,アフリカ, オーストラリア, アジア | SX - DBA / DBB / DBC / DBD / DBE / DBF / DBO / DBP                                                   | O.A.が所有 |
| ボーイング 717-200                  | 3  | 105                    | 中距離路線 ギリシャと欧州                    | SX - BOA / BOB / BOC                                                                                 | 2 機はBavariaからリース (BOA, BOB), 1機はPembroke Capitalからリース (BOC) |
| ボーイング 720-051B                 | 7  | 160                    | 近中距離路線 国内線, 欧州と中東              | SX - DBG / DBH / DBI / DBK / DBL / DBM / DBN                                                         | O.A.が所有 |
| ボーイング 727-30                   | 2  |                        | 近中距離路線 国内線, 欧州と中東              | N9233Z, N9234Z                                                                                       | ボーイングからリース |
| ボーイング 727-200                  | 10 | 146                    | 近中距離路線 国内線, 欧州と中東              | SX - CBA / CBB / CBC / CBD / CBE / CBF / CBG / CBH / CBI, ZS - NZV                                   | 9機はO.A.が所有 (CBA - CBI), 1機はSafairからリース (NZV) |
| ボーイング 737-200                  | 15 | 123                    | 中距離路線 ギリシャと欧州                    | SX - BCA / BCB / BCC / BCD / BCE / BCF / BCG / BCH / BCI / BCK / BCL, N321XV, N322XV, N501AV, N505AV | 4機は Aviation Sales Companyからリース, 11 機はO.A.が所有 (BCA - BCL) |
| ボーイング 737-300                  | 5  | 138                    | 近中距離路線 国内線, 欧州と中東              | EC - IFV / IOR / JQX / JTV, SX - BLA                                                                 | 5 機はHola Airlinesからリース (IFV, IOR, JQX, JTV), 1機はBoullioun Aviationからリース (BLA)                                                                                               |
| ボーイング 737-400                  | 5  | 150                    | 近中距離路線 国内線, 欧州と中東              | SX - BMA / BMB / BKK / BKL, EC - KBO                                                                 | 1 機はHola Airlinesからリース (KBO), 1 機はPembroke Capitalからリース (BMA), 1 機は Oasis International Leasingからリース (BMB), 1 機は ILFCからリース (BKK), 1 機はGECASからリース (BKL) |
| ボーイング 747-100                  | 1  |                        | 長距離 北米,アフリカ, オーストラリア, アジア | EI - BRR                                                                                             | GPAからリース in 1986 |
| ボーイング 747-200                  | 5  | 426                    | 長距離 北米,アフリカ, オーストラリア, アジア | SX - OAA / OAB / OAC / OAD / OAE, TF - ARO                                                           | 5機はO.A.が所有 (OAA - OAE), 1機はアトランタ航空から2004年のオリンピック聖火リレーのためにリース(ARO)                                                                                     |
| ブリテン・ノーマン BN-2アイランダー | 15 | 9                      | 短距離 国内線と島嶼間                        | | リース |
| 日本航空機製造YS-11                 | 10 | 64                     | 短距離 国内線と島嶼間                        | SX - BBG / BBH / BBI / BBJ / BBK / BBL / BBM / BBP / BBQ / BBR                                       | 8機はO.A.が所有, 2機はNAMCからリース (BBJ, BBM) |
| ドルニエ Do 228                     | 9  | 18                     | 短距離 国内線と島嶼間                        | SX - BHA / BHB / BHC / BHD / BHE / BHF / BHG / BHH / BHI                                             | 2 機はドルニエからリース (BHA - BHB), 7機はO.A.が所有 (BHC - BHI) |
| ショート 330                        | 6  | 30                     | 短距離 国内線と島嶼間                        | SX - BGA / BGB / BGC / BGD / BGE / BGF                                                               | O.A.が所有 |
| ショート スカイバン                 | 4  | 18                     | 短距離 国内線と島嶼間                        | SX - BBN / BBO / BBT / BBW                                                                           | 2機はO.A.が所有 (BBN, BBO), 2機はリース(BBT, BBW) |

## 事故
- オリンピック航空830便墜落事故
- オリンピック航空954便墜落事故

## オリンピックのロゴ
オリンピック航空は過去には白鷲とプロペラを組み合わせたものや、オリンピックの社名にちなんで5輪を使用していた。最初の飛行から2年後、オナシスは新しいロゴと輪の色に関して創造するように頼んだ。オナシスはオリンピックシンボルの5色の輪をコピーすることを求めたが、国際オリンピック委員会（IOC）がロゴに対して抗議したため、新しいロゴは6輪になった。最初の5つの輪は5大陸を表し、6番目の輪はギリシャを表す。色は黄、赤、青、白である。

## エピソード
- 社名であるオリンピックはオナシスの古代ギリシャに対する情熱から名づけられた。彼の多くの会社にはオリンピックが社名に入っている。彼は同様に所有する船舶にもつけた。
- OAの規定ではすべての男性の客室乗務員はオナシスに敬意を表して黒のネクタイを着用しなければならない。
- OA 客室乗務員の制服はファッションデザイナーであるJean Desses (1957), ココ・シャネル (1966)と ピエール・カルダン (1969) と後にはギリシャのファッションデザイナーであるBilly Bo (Μπίλλυ Μπο)がデザインした。[6]
- 1998年に、喘息発作を起こした乗客が客室乗務員に放置され、死亡した[7]。これは航行中の航空機内で発生した急病人に航空会社側が意図的に何もしなかった１例目であると報告されている[8]。